# Groene snuittor
De groene snuittor (Phyllobius maculicornis) is een kever in de familie van snuitkevers.

## Kenmerken
De kevers zijn 4 tot 6 mm lang. Ze zijn bedekt met groene tot blauwgroene schubben. Ze hebben talrijke kale plekken waar lichte haren naar boven uitsteken.

## Voorkomen
Het verspreidingsgebied strekt zich uit in het westelijke Palearctisch gebied van Europa tot Siberië. De keversoort is wijdverbreid in Europa en komt ook voor op de Britse eilanden en Scandinavië. In Centraal-Europa komt de soort bijna overal voor.

## Levenswijze
De kevers zijn te zien tussen eind april en half juni. Ze worden vaak gevonden op meidoorns (Crataegus). Vrouwtjes leggen in de lente tot het begin van de zomer eitjes op de bodem tussen planten waar de larven van kunnen eten. De larven overwinteren ondergronds en voeden zich met de wortels van verschillende struiken. Ze verpoppen tussen april en mei en na ongeveer twee tot drie weken zijn ze te zien als adult.
Groene snuittorren zijn wijdverbreid polyfaag en voeden zich doorgaans met een reeks loofbomen en struiken en regelmatig met kruidachtige planten.